# Operation Finale
Pour plus de détails, voir Fiche technique et Distribution.
Operation Finale est un thriller historique réalisé par Chris Weitz, sorti en 2018. Il s'agit d'un film centré sur la capture du dirigeant nazi Adolf Eichmann par des agents du Mossad à Buenos Aires en 1960.

## Synopsis
Quinze ans après la fin de la Seconde Guerre mondiale, en 1960, une équipe d'agents secrets israéliens traque le nazi Adolf Eichmann, haut fonctionnaire du Troisième Reich, logisticien de la Shoah, en cavale, en Argentine où il se cache sous la fausse identité de Ricardo Klement.

## Fiche technique
- Titre original et français : Operation Finale
- Réalisation : Chris Weitz
- Scénario : Matthew Orton
- Photographie : Javier Aguirresarobe
- Montage : Pamela Martin
- Musique : Alexandre Desplat
- Production : Fred Berger, Oscar Isaac, Brian Kavanaugh-Jones et Jason Spire
- Sociétés de production : Automatik Entertainment
- Société de distribution : Metro-Goldwyn-Mayer et Annapurna Pictures
- Pays de production :  États-Unis
- Langue originale : anglais
- Format : couleur
- Genre : thriller historique
- Durée : 122 minutes
- Dates de sortie :
  - États-Unis : 29 août 2018 (sortie nationale)
  - Monde : 3 octobre 2018 (Netflix)

## Distribution
- Oscar Isaac (VF : Benjamin Penamaria) : Peter Malkin
- Ben Kingsley (VF : Féodor Atkine) : Adolf Eichmann
- Mélanie Laurent (VF : elle-même) : Hanna Elian
- Lior Raz (VF : Stefan Godin) : Isser Harel
- Nick Kroll (VF : Sylvain Agaësse) : Rafi Eitan
- Michael Aronov (en) (VF : Marc Arnaud) : Zvi Aharoni
- Ohad Knoller (VF : Frédéric Souterelle) : Ephraim Ilani
- Greg Hill (VF : Robert Plagnol) : Moshe Tabor
- Torben Liebrecht : Yaakov Gat
- Michael Benjamin Hernandez : Dani Shalom
- Joe Alwyn (VF : Jim Redler) : Klaus Eichmann
- Greta Scacchi : Vera Eichmann
- Peter Strauss (VF : Guy Chapellier) : Lothar Hermann
- Haley Lu Richardson (VF : Léopoldine Serre) : Sylvia Hermann
- Pêpê Rapazote (VF : Enrique Carballido) : Carlos Füldner
- Rainer Reiners : Fritz Bauer
- Simon Russell Beale (VF : Patrick Messe) : le premier ministre David Ben-Gurion
- Tatiana Rodriguez : Annie Werner
- Allan Corduner : Gideon Hausner
- Ricardo Darin   :  Procureur Julio Cesar Strassera ( source MAD du journal Le Soir 19.10.22)

 Source et légende : version française (VF) sur RS Doublage et selon le carton du doublage français.

## Sélection
- Festival du cinéma américain de Deauville 2018 : section « Film de clôture »